# Road to...

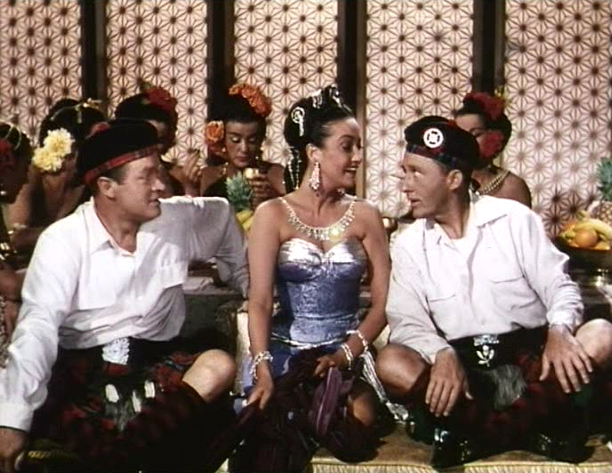
Bob Hope, Dorothy Lamour e Bing Crosby em Road to Bali

Road to... é uma série de sete filmes protagonizados por Bob Hope, Bing Crosby e Dorothy Lamour. A série também é conhecida como "Road Pictures".
Todos os filmes possuem aventura, comédia, romance e música. A maior parte das piadas são da autoria de Crosby e Hope. O par interpreta um personagem "certinho" e um "atrapalhado".
Dorothy Lamour faz a mocinha. Na maioria dos filmes, é uma princesa.
Crosby faz o mocinho, que em alguns acaba terminando como par romântico do personagem de Lamour.
Hope faz o atrapalhado que envolve a todos com suas confusões.
Todos os filmes faz uma referência aos outros atores de Hollywood e principalmente aos da Paramount, produtora dos filmes da série (exceto The Road to Hong Kong que foi realizado pela United Artists.)

## Filmes
| Filme        | Data de lançamento      | Diretor(es)         | Roteirista(s)                                           | Produtor(es)               |
| ------------ | ----------------------- | ------------------- | ------------------------------------------------------- | -------------------------- |
| Road to... 1 | 14 de março de 1940     | Victor Schertzinger | Don Hartman, Frank Butler e Harry Hervey                | Harlan Thompson            |
| Road to... 2 | 11 de abril de 1941     | Victor Schertzinger | Sy Bartlett, Don Hartman e Frank Butler                 | Paul Jones                 |
| Road to... 3 | 10 de novembro de 1942  | David Butler        | Don Hartman e Frank Butler                              | Paul Jones                 |
| Road to... 4 | 27 de fevereiro de 1946 | Hal Walker          | Melvin Frank e Norman Panama                            | Paul Jones                 |
| Road to... 5 | 25 de dezembro de 1947  | Norman McLeod       | Jack Rose, Barney Dean e Edmund Beloin                  | Daniel Dare                |
| Road to... 6 | 19 de novembro de 1952  | Hal Walker          | Hal Kanter, Frank Butler, Harry Tugend e William Morrow | Daniel Dare e Harry Tugend |
| Road to... 7 | 22 de maio de 1962      | Norman Panama       | Melvin Frank e Norman Panama                            | Melvin Frank               |

### The Road to Fountain of Youth
Em 1977, surgiu a possibilidade de se fazer um oitavo filme da série, que seria chamado The Road to Fountain of Youth. Entretanto, Bing Crosby acabou morrendo, naquele ano, de ataque cardíaco. Dois anos depois, Bob Hope tinha dito que, no lugar de Crosby, poderia entrar o ator George Burns, mas o projeto nunca foi realizado.